# 조셉 라즈

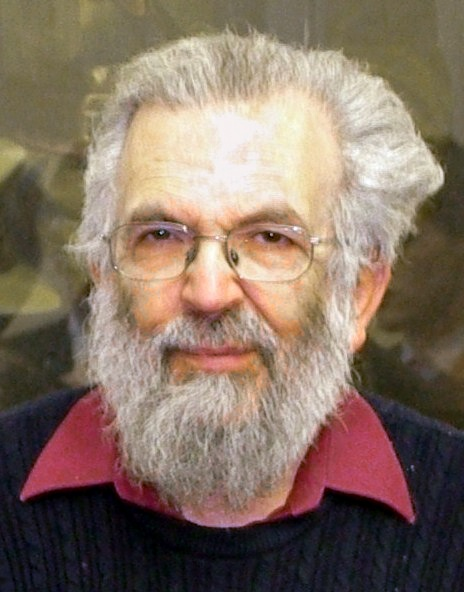

조셉 라즈(Joseph Raz, 1939년 3월 21일 – 2022년 5월 2일)는 이스라엘의 법률, 도덕 및 정치 철학자였다. 그는 법실증주의의 옹호자였으며 완벽주의적 자유주의 개념으로 잘 알려져 있다. 라즈는 대부분의 경력을 베일리얼 칼리지와 관련된 옥스퍼드 대학교에서 법철학 교수로 보냈고 나중에는 컬럼비아 법학대학원에서 법학 시간제 교수와 킹스 칼리지 런던에서 시간제 교수로 재직했다.

## 경력
박사 학위를 마친 후 라즈는 이스라엘로 돌아와 히브리 대학교에서 법학부 및 철학과 강사로 강의했다. 1971년에 임기를 부여받고 선임 강사로 승진했다. 1972년에 그는 동료 및 법학 교사로 베일리얼에 돌아와 1985년부터 2006년까지 옥스퍼드 대학교 법철학 교수, 2006년부터 2009년까지 연구 교수가 되었다. 2002년에는 뉴욕 컬럼비아 법학대학원의 교수가 되었고 2011년부터 킹스 칼리지에서 법학 연구 교수로 재직했다.

## 철학적 작업
완벽주의적 자유주의에 대한 그의 개념을 변호하면서 라즈는 정치 제도가 개인의 웰빙에 대한 기여 덕분에 정당화된다고 주장한다. 그는 개인의 행복이 개인적인 목표를 추구하는 능력에 달려 있다고 주장한다. 라즈의 관점에서 웰빙은 스스로 설정한 목표를 달성했다고 해서 발생하지 않다. 오히려 라즈에 따르면 객관적으로 가치 있는 목표를 성공적으로 추구하는 것이 웰빙을 가져온다. 논쟁의 두 번째 전제는 사람들이 자유주의 사회에서 많은 사회적 형태를 점유하고 이러한 사회적 형태가 설정한 목표를 달성하기 위해 자주권이 필요하다는 것이다. 따라서 사람은 자유주의 사회에서 사회적 형태가 설정한 목표를 달성하기 위해 자율적이어야 한다. 정치 제도가 웰빙에 대한 기여 덕분에 정당화된다는 라즈의 견해와 인간의 웰빙은 사회적 형태에 달려 있다는 그의 주장과 결합하여 자율성에 대한 그의 주장은 사회적 형태가 어디에 있든 자율성이 웰빙에 필요하다는 것을 보여준다. 자율성이 필요하다. 자유주의 사회의 사회 형태가 자율성을 요구한다면 자유주의 사회는 자율성을 지원해야 한다.
라즈는 행동에 대한 배타적 이유로서의 법적 명령에 대한 독특한 이해와 권위의 "서비스 개념"에 대해 주장했다. 이것은 차례로 법실증주의에 대한 라즈의 주장, 특히 "원천 테제", "법의 존재와 내용에 대한 적절한 테스트는 도덕적 주장이 아닌 사회적 사실에만 기반해야 한다는 생각"을 뒷받침한다.

## 같이 보기
- 법철학